# Potamogeton sibiricus
Potamogeton sibiricus là một loài thực vật có hoa trong họ Potamogetonaceae. Loài này được A.Benn. miêu tả khoa học đầu tiên năm 1890.